# Балховітін Дмитро Леонідович
Балховітін Дмитро Леонідович — професійний пейзажний фотограф з Донецька.  
Викладав основи фотографії в дитячому творчо-спортивному таборі «Екстремал». Учасник Російсько-українська війна з лютого 2022 року по березень 2025 року. Ветеран.

## Життєпис
Народився 10 грудня 1974 року у м. Донецьк. 
1992-1997 навчався у Донецькому Державному Технічному Університеті.
Автор фотокниги "Донеччина: навколо краси" (2023р).

## Відзнаки
- 2010 - золота медаль 7-го Одеського бієнале художньої фотографії у кольоровій секції
- 2012 - переможець конкурсу «Фарби природи» у номінації «Зелений колір» (Державний Дарвінівський музей, Москва)
- 2013 - найкращий фотограф в номінації «Пейзаж» за версією журналу «Photographer»
- 2013 - автор кращого фото конкурсу Вікі любить пам’ятки
- 2014 - автор фото, що зайняло друге місце на національному етапі конкурсу Вікі любить Землю та перше місце у міжнародному етапі[1]
- 2016 - срібна медаль міжнародного конкурсу «Фотовернісаж на Покрову»
- 2017 - бронзова медаль FIAP конкурсу BARDAF INTERNATIONAL EXHIBITION
- 2017 - бронзова медаль міжнародного конкурсу «Фотовернісаж на Покрову»
- 2017 - 3 фотографії серед Топ-10 конкурсу Вікі любить пам’ятки[2]
- 2017 - 2е місце конкурсу Вікі любить Землю
- 2017 - 2е місце конкурсу Вікі любить пам’ятки
- 2017 - 2е місце Вікі любить пам’ятки, Нідерланди

## Виставки
- 2011 - "Мелодія тиші"[3]
- 2016 - "Пейзаж. Сучасний погляд", Київ [4]

## Блоги
- блог на instagram

## Творчість
- Вікі-галерея
- Галерея на photographers.ua[недоступне посилання з серпня 2019]
- fotopoisk.com.ua[недоступне посилання з серпня 2019]
- fotoclub.org.ua[недоступне посилання з серпня 2019]

## Галерея

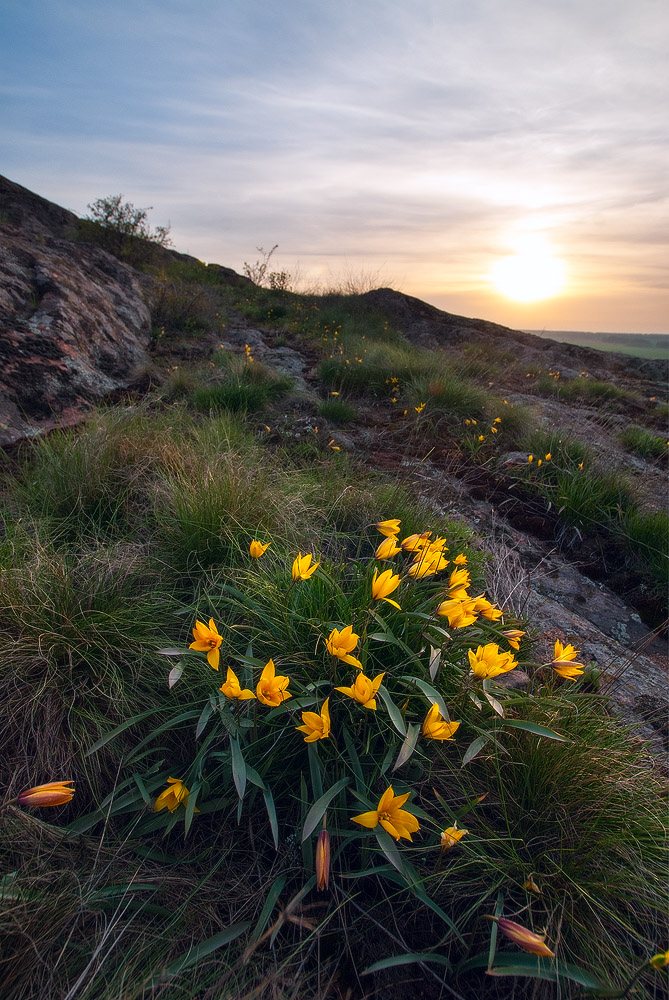
Тюльпан дібровний у заповіднику «Кам'яні Могили»
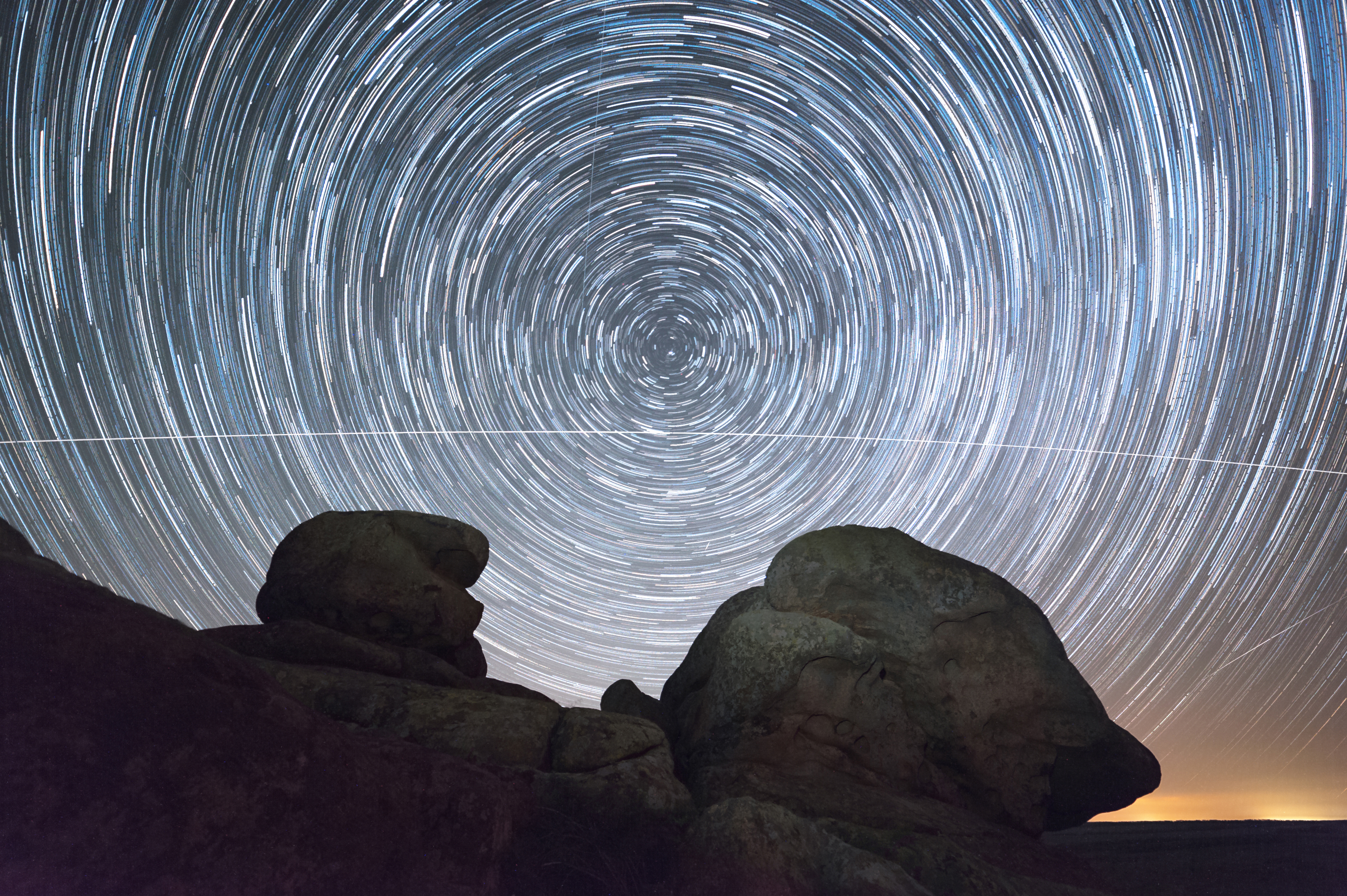
Зорі над г. Лягушка у заповіднику «Кам'яні Могили»
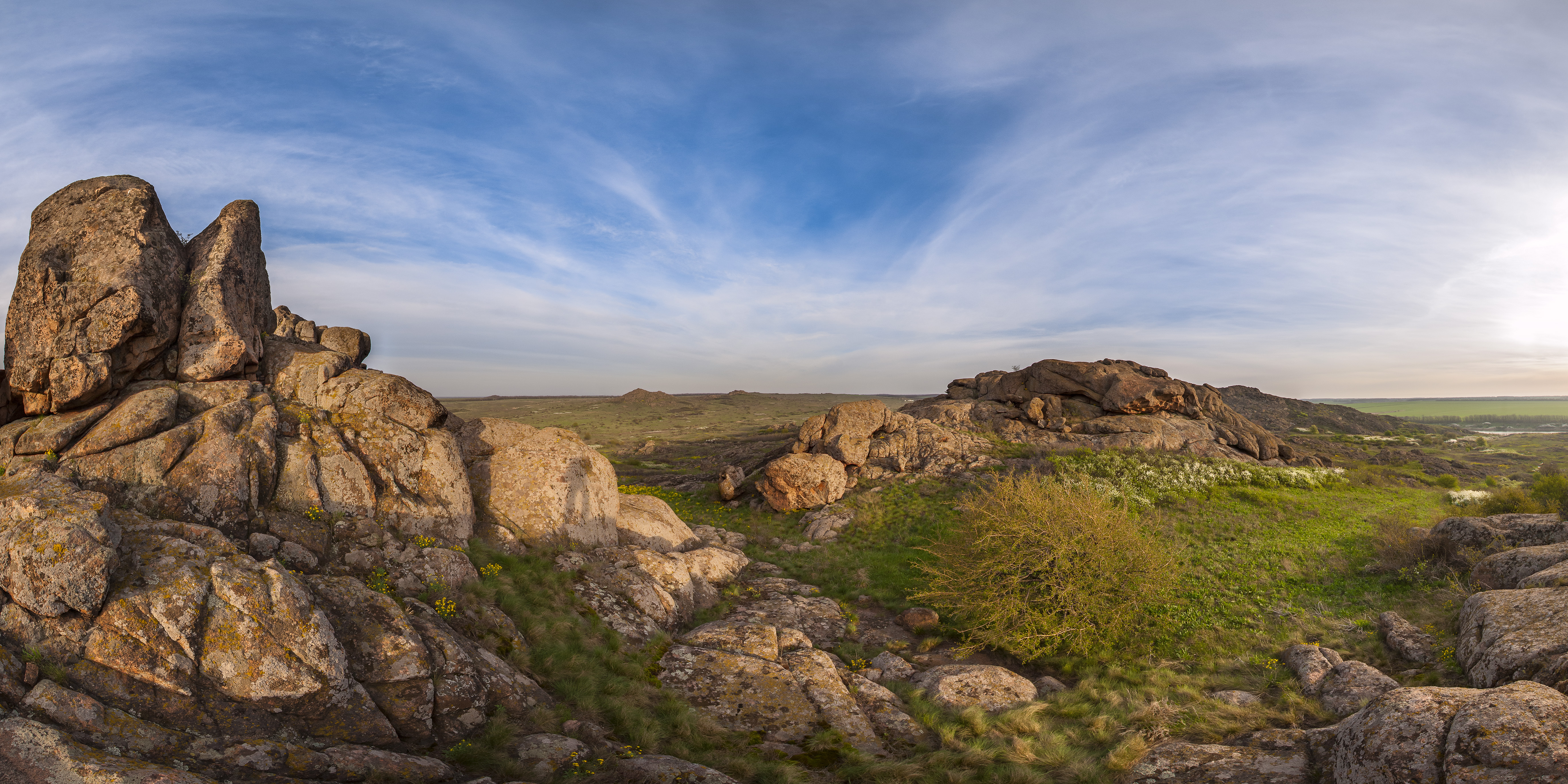
У заповіднику «Кам'яні Могили»
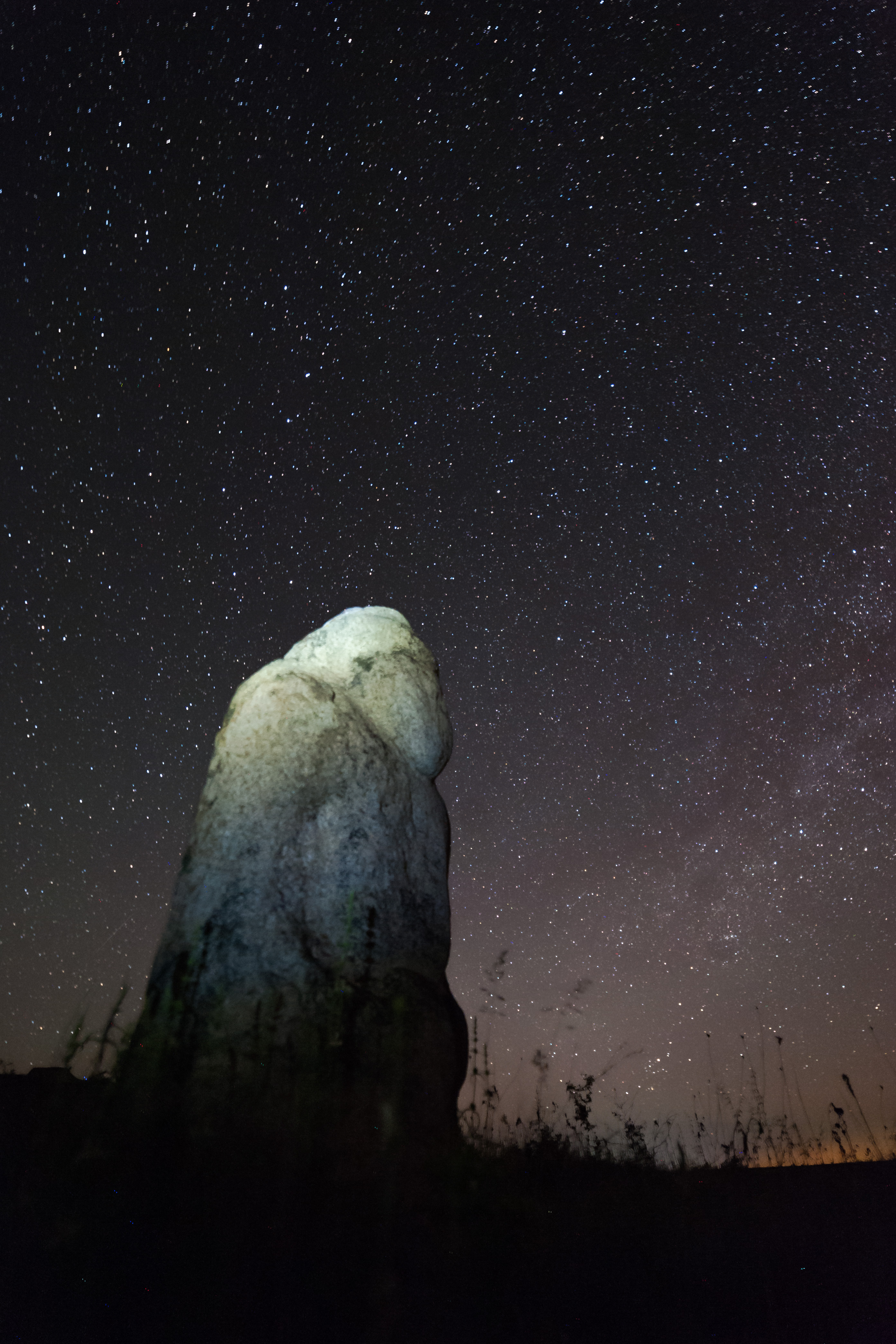
Кам'яна баба вночі
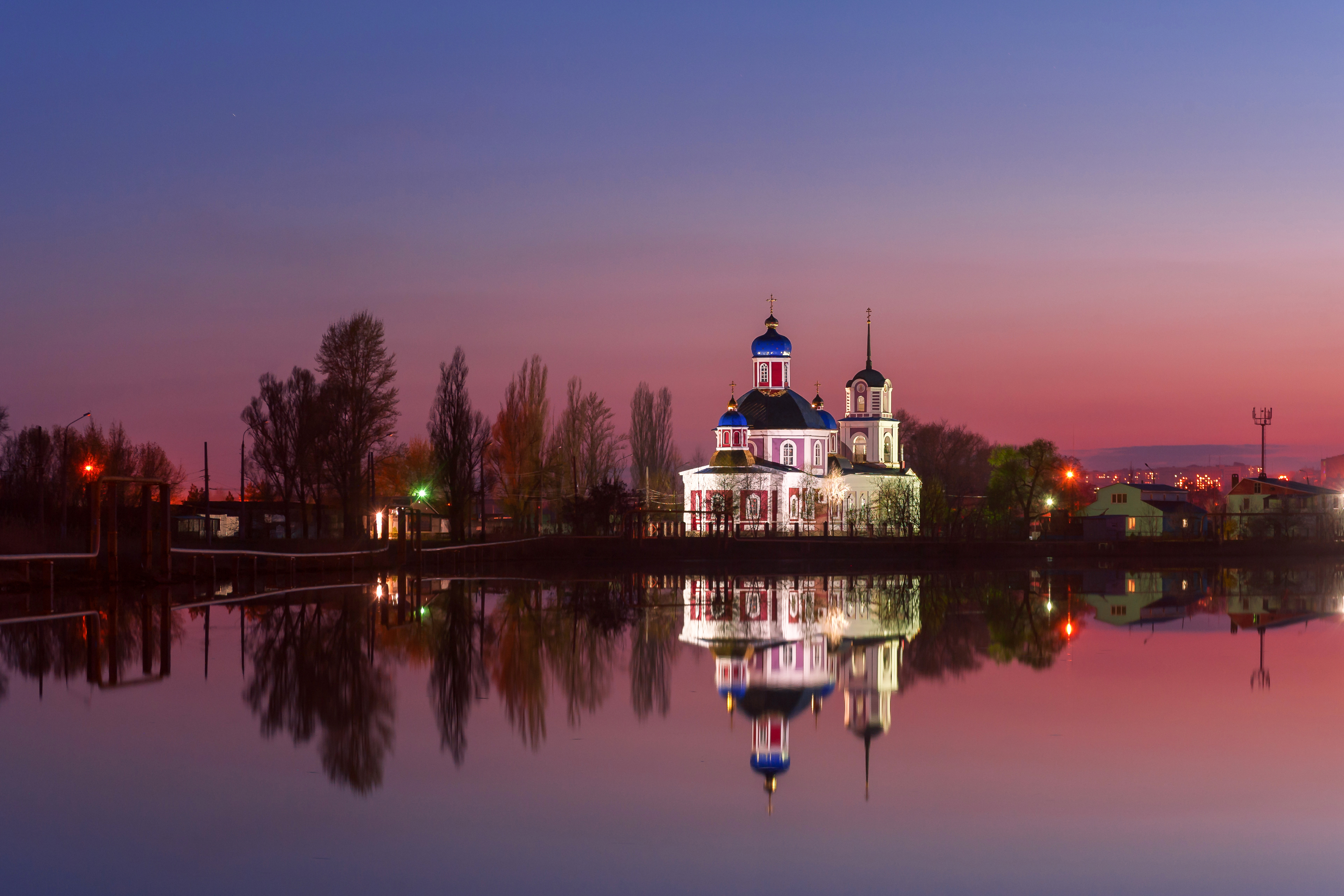
Воскресенська церква, Слов'янськ
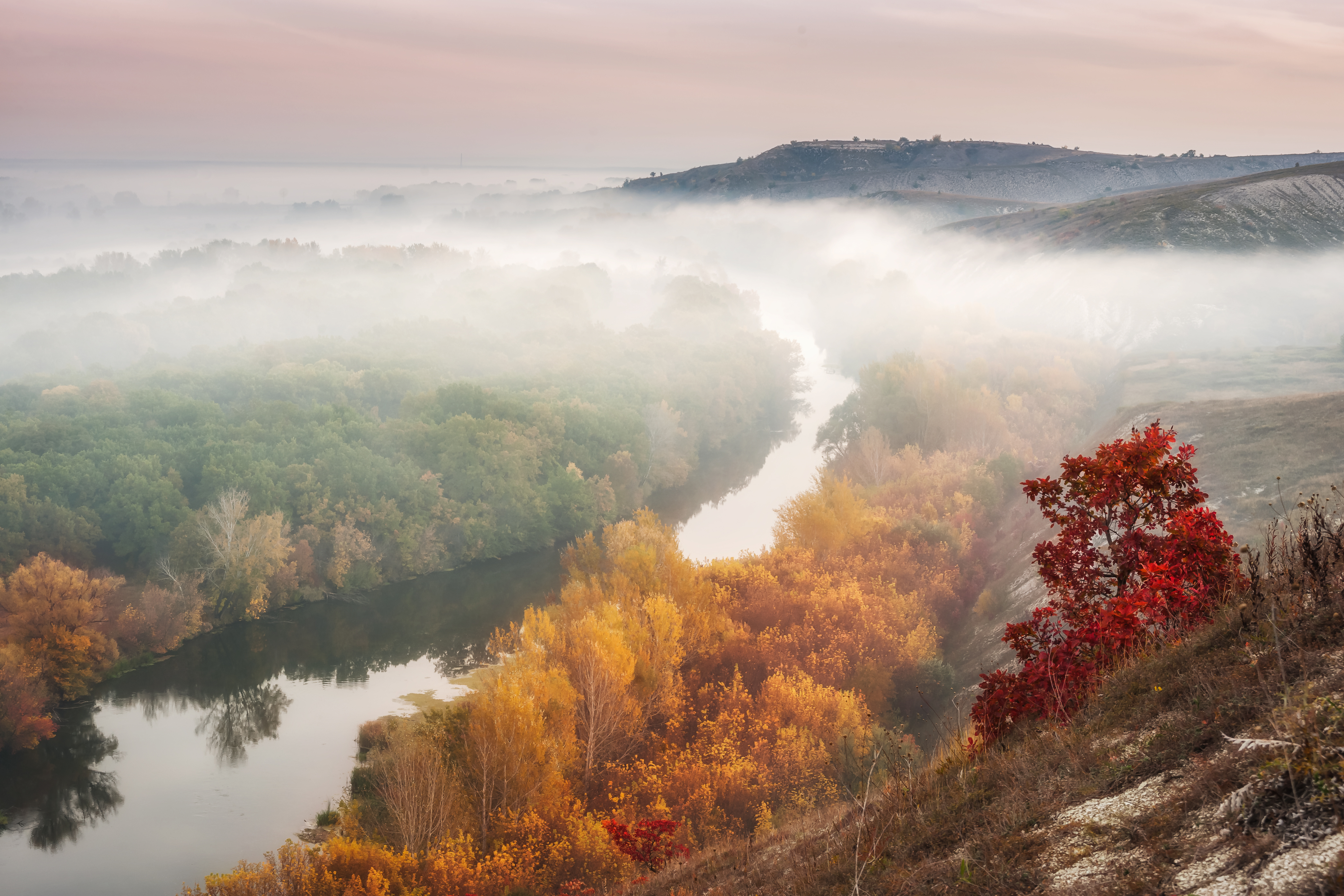
Туман над Сіверським Дінцем у заповіднику «Крейдова флора»
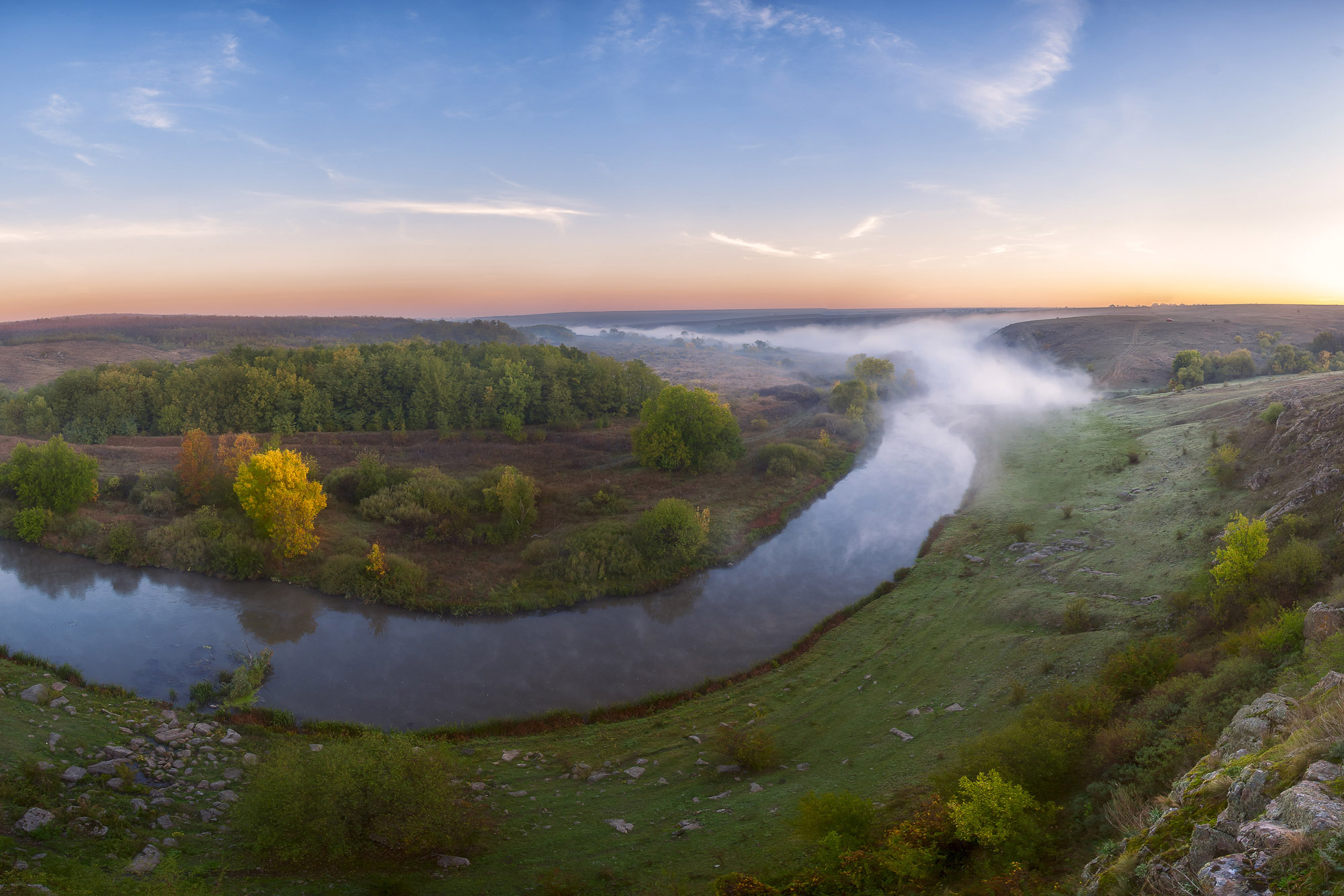
Ранок на Кальміусі